# 薩克森-邁寧根的奧古斯塔
薩克森-邁寧根的奧古斯塔（德語：Auguste von Sachsen-Meiningen，1843年8月6日—1919年11月11日），薩克森-邁寧根公爵博恩哈德二世的女兒，母親是黑森-卡塞爾的瑪麗·弗蕾德里克。

## 家庭
1862年，奧古斯塔和薩克森-阿爾滕堡的莫里茲結婚，兩人共有1子4女：
1. 瑪麗·安娜（1864年—1918年）
2. 伊莉莎白（1865年—1927年）
3. 瑪格麗特（1867年—1882年），早逝
4. 恩斯特二世（1871年—1955年）
5. 路易絲·夏洛特（1873年—1953年）